# Cyamus bahamondei
Cyamus bahamondei is een vlokreeftensoort uit de familie van de Cyamidae. De wetenschappelijke naam van de soort is voor het eerst geldig gepubliceerd in 1963 door Buzeta.